# Palio (zoologia)
Palio Gray, 1857 è un genere di molluschi nudibranchi della famiglia Polyceridae.

## Specie
Il genere comprende 6 specie:
- Palio amakusana Baba, 1960
- Palio dubia (M.Sars, 1829)
- Palio gracilis (Pease, 1971)
- Palio ionica Korshunova, Sanamyan & Martynov, 2015
- Palio nothus (G.Johnston, 1838)
- Palio zosterae (O'Donoghue, 1924)